# Paz de Ariporo
Paz de Ariporo è un comune della Colombia facente parte del dipartimento di Casanare.
L'abitato venne fondato con il nome "La Fragua" verso la fine del XVIII secolo ed assunse il nome attuale attorno al 1950.